# 三星SGH-A167

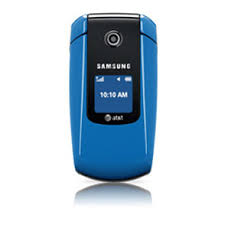
samsung A167

Samsung SGH-A167是由三星電子發佈的手機。

## 評價
CNET在5分之中給予了 SGH-A167 1.5分。其體面的聲音質量和直接、清晰的菜單備受讚賞。但CNET也批評鍵盤和照片質量不佳。

## 外部連結
- 三星電子官方網站（英文）